# Боярка (приток Гнилого Тикича)
Боярка — река на Украине, в пределах Таращанского и Богуславского районов Киевской области и Лысянского района Черкасской области. Левый приток Гнилого Тикича (бассейн Южного Буга).

## Описание
Длина реки 33 км, площадь водосборного бассейна 196 км². Уклон реки 1,6 м/км. Сток зарегулирован прудами. Долина местами заболочена.

## Расположение
Боярка начинается к северо-западу от села Станишовка. Течет сначала на юго — восток, в среднем течении и низовьях — в основном на юг. Впадает в Гнилой Тикич в 103 км от его устья в северо-восточной части села Боярка на высоте 158,9 м над уровнем моря.
Населённые пункты вдоль береговой полосы: Маковецкое, Браное Поле, Закутинцы, Софийка, Побережка, Красногородка, Митаевка, Боярка.